# Tjåltejaure (Tärna socken, Lappland)
Tjåltejaure är en sjö i Storumans kommun i Lappland och ingår i Umeälvens huvudavrinningsområde.